# Macon (Belgique)
Pour les articles homonymes, voir Macon.
Macon est une section et un village de la commune belge de Momignies située en Région wallonne dans la province de Hainaut. Le village est situé à la frontière belgo-française sur la route No 593 qui va de Chimay à Fourmies. Macon était une commune à part entière avant la fusion des communes de 1977. Macon fait partie du Parc national de l'Entre-Sambre-et-Meuse (ESEM), son château-ferme étant une des six entrées principales/points d'information du parc.

## Évolution démographique
- Sources : INS, Rem. : 1831 jusqu'en 1970 = recensements, 1976 = nombre d'habitants au 31 décembre.

## Patrimoine et culture locale

### Patrimoine architectural
- Le village, principalement agricole, possède encore quelques fermes ainsi qu'un remarquable château-ferme, entièrement rénové, sis en plein centre du village.
- Le tilleul de Macon, sur la place du village, est taillé en trois étages et soutenu par des échalas. Il est classé au patrimoine majeur de Wallonie. Le tilleul est planté en 1714 en remplacement d'un autre tilleul remontant au XVe siècle d'après la tradition local et attesté par le « Besogné de Chimay » en 1603 qui représente avec quatre poteaux[1].
- Ancienne maison communale, date de la 2e moitié du XIXe siècle[2].
- Eglise Saint-Jean-Baptiste. Construite en 1860 en style néo-gothique par l'architecte Deman de Bruxelles[3].
- Chapelle Notre-Dame de Liesse. Potale intégrée dans une clôture dans la rue de Bailievre qui date du XVIIIe siècle[4].
- Chapelle Notre-Dame des Affligés. Située dans les bois au sud du village, petit oratoire datée de 1728[4].
- Chapelle Notre-Dame de Grâce. Edifice daté du XVIIe siècle et restauré en 1935, il se situe place du Wicher[5].

## Galerie

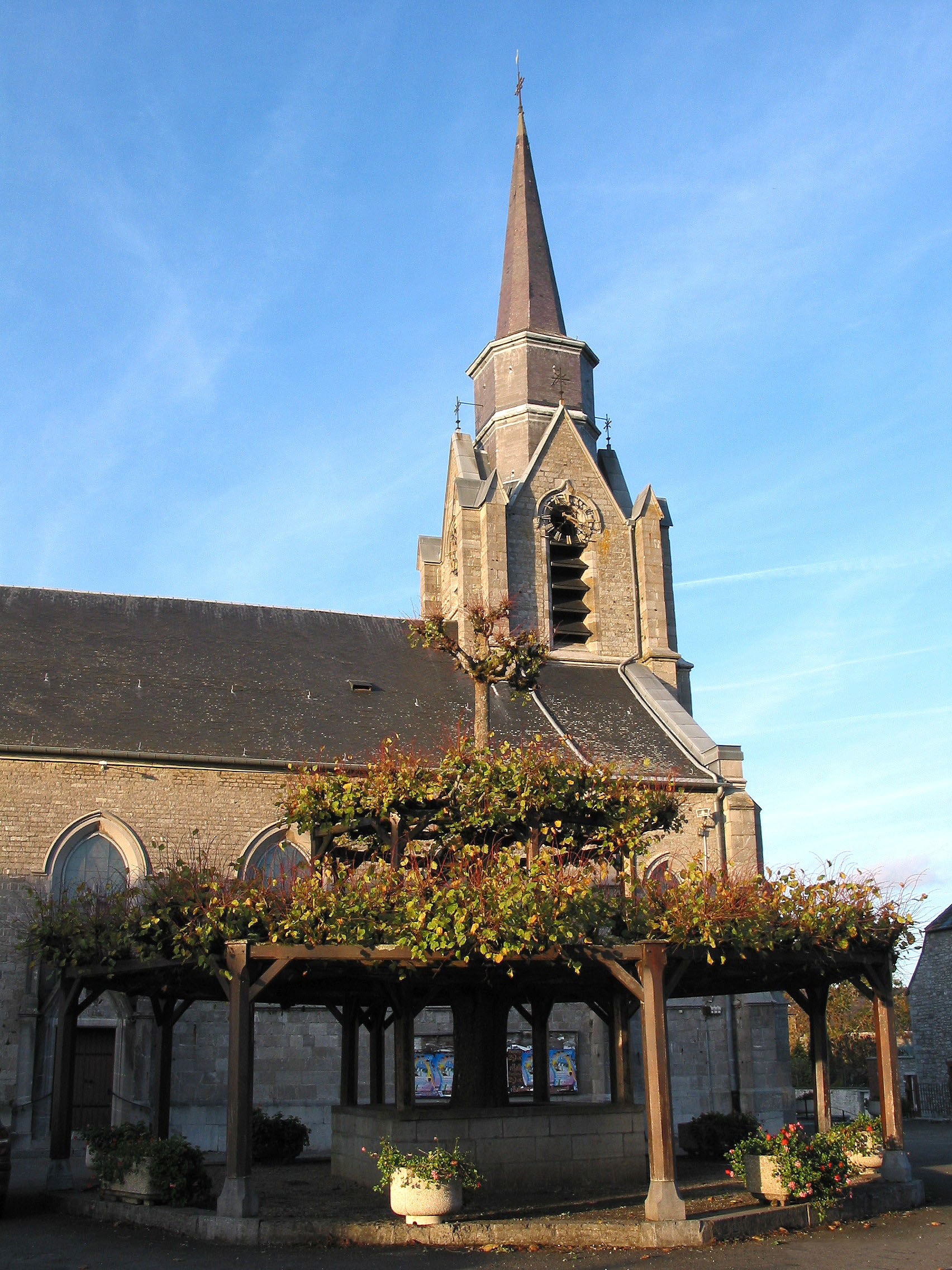
Église Saint Jean-Baptiste et tilleul.
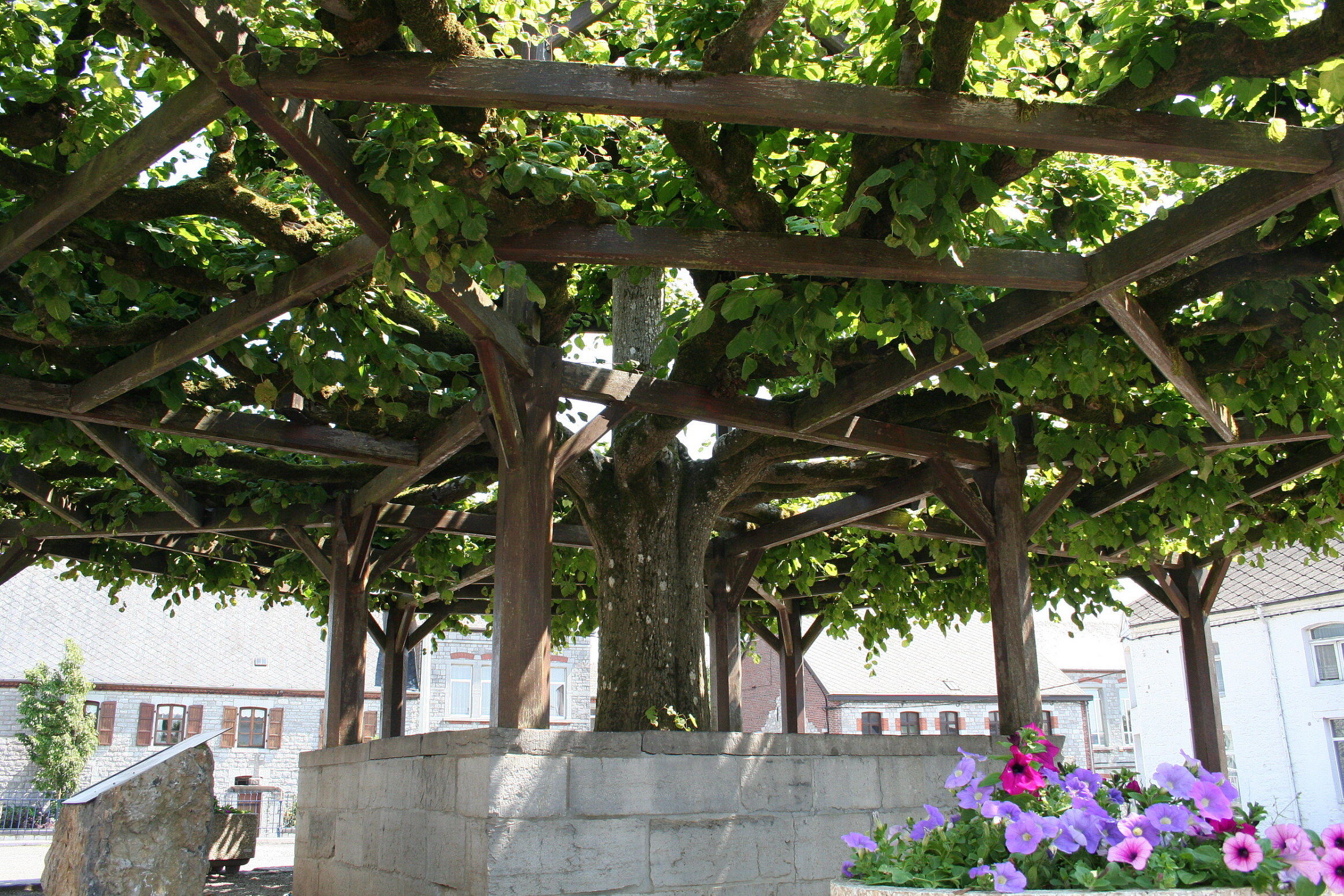
Tilleul de Macon planté en 1714.

## Personnalité
- Élisabeth Docquier (1796-1854) fonde les Franciscaines du Règne de Jésus-Christ le 24 mai 1836 à Macon[6].